# Цзыбо
Цзыбо́ (кит. упр. 淄博, пиньинь Zībó) — городской округ в китайской провинции Шаньдун. Является важным промышленным центром, входящим в число 50 ведущих индустриальных городов Китая.

## История
В период Воюющих царств на этой территории находилась столица царства Ци. После того, как Цинь Шихуанди захватил Ци и впервые в истории объединил Китай в единое государство, эти места часто были в гуще исторических событий, но не объединялись в единую административную структуру.
В 1920-х годах в этих местах началось бурное развитие добычи каменного угля.
В годы Второй мировой войны эти места были оккупированы японцами. После того, как в августе 1945 года Япония капитулировала, коммунисты начали создавать на освобождённой территории свои органы власти, и здесь был образован Особый район Цзыбо (淄博特区), где слово «Цзыбо» являлось аббревиатурой из первых иероглифов названий Цзычуаньского и Бошаньского каменноугольных бассейнов. Это было первым в истории появлением названия «Цзыбо». В сентябре 1945 года Особый район Цзыбо был расформирован. В январе 1946 года Особый район Цзыбо был создан повторно, но в июле опять расформирован. В ходе гражданской войны эти земли были окончательно очищены от гоминьдановских войск к марту 1948 года, а в августе 1948 года Особый район Цзыбо был создан в третий раз. В июле 1949 года Особый район Цзыбо был переименован в Особый промышленно-горнодобывающий район Цзыбо (淄博工矿特区).
В мае 1950 года Особый промышленно-горнодобывающий район Цзыбо и Специальный район Цинхэ (清河专区) были объединены в Специальный район Цзыбо (淄博专区), состоящий из восьми уездов. В ноябре того же года на территории специального района были образованы города Цзыбо и Чжанчжоу.
В июле 1953 года Специальный район Цзыбо был опять преобразован в Особый промышленно-горнодобывающий район Цзыбо. В марте 1955 года он был расформирован, а вместо него образован город Цзыбо, подчинённый напрямую властям провинции Шаньдун (став третьим — после Цзинаня и Циндао — городом провинциального подчинения в Шаньдуне).
В январе 1959 года Специальный район Хуэйминь (惠民专区) и город Цзыбо были объединены в Специальный район Цзыбо; город Цзыбо стал таким образом подчиняться властям Специального района, а не провинции. 1 января 1961 года Специальный район Хуэйминь и город Цзыбо были разделены вновь.
В декабре 1969 года из состава Специального района Чанвэй (昌潍专区) в подчинение властям города Цзыбо был передан уезд Линьцзы, будучи при этом преобразован в район городского подчинения. В октябре 1983 года из состава Округа Хуэйминь в подчинение властям Цзыбо был передан уезд Хуаньтай. В декабре 1989 года в подчинение властям Цзыбо были переданы уезд Гаоцин из состава Округа Хуэйминь и уезд Июань из состава округа Линьи.

## Административно-территориальное деление
Городской округ Цзыбо делится на 5 районов, 3 уезда:
| Карта | #     | Статус   | Название | Иероглифы    | Пиньинь | Население (2010 прим.) | Площадь (км²) | Плотность населения (/км²) |
| ----- | ----- | -------- | -------- | ------------ | ------- | ---------------------- | ------------- | -------------------------- |
| 1     | Район | Цзычуань | 淄川区   | Zīchuān qū   | 670 000 | 999                    |               |                            |
| 2     | Район | Чжандянь | 张店区   | Zhāngdiàn qū | 730 000 | 358                    |               |                            |
| 3     | Район | Бошань   | 博山区   | Bóshān qū    | 460 000 | 698                    |               |                            |
| 4     | Район | Линьцзы  | 临淄区   | Línzī qū     | 610 000 | 668                    |               |                            |
| 5     | Район | Чжоуцунь | 周村区   | Zhōucūn qū   | 320 000 | 263                    |               |                            |
| 6     | Уезд  | Хуаньтай | 桓台县   | Huántái xiàn | 500 000 | 499                    |               |                            |
| 7     | Уезд  | Гаоцин   | 高青县   | Gāoqīng xiàn | 370 000 | 830                    |               |                            |
| 8     | Уезд  | Июань    | 沂源县   | Yíyuán xiàn  | 560 000 | 1636                   |               |                            |

## Экономика
Традиционной исторической специализацией города является производство фарфора. В городе имеется музей фарфора, а также крупный рынок по продаже изделий из фарфора.
Цзыбо — центр крупного каменноугольного бассейна. Основные отрасли: угольная промышленность, нефтехимия, металлургия, транспортное машиностроение, производство текстиля, лекарств, строительных материалов, стекла и электроэнергии. В Цзыбо базируются угольная компания Zibo Mining Group, нефтехимический комбинат Sinopec Qilu Petrochemical, химические заводы Zibo Qixiang Tengda Chemical, Shandong Haili Chemical Industry, Zibo Hengyi Chemical и Dongyue Organosilicon Material, глинозёмный комбинат Chalco Shandong, бумажный комбинат Bohui Paper Industrial, заводы медицинского оборудования Intco Medical и Shinva Medical Instrument, фармацевтическая фабрика Xinhua Pharmaceutical, стекольный завод Jinjing Science & Technology, текстильная фабрика Lu Thai Textile, автомобильный завод Tangjun Ouling Automobile (подразделение Geely Automobile).
Развивается цветоводство, культурный и гастрономический туризм (дегустация местных шашлыков).

## Города-побратимы
1. Великий Новгород, Россия
2. Братск , Россия
3. Камо, Япония